# گو چوک تونگ
گو چوک تونگ (انگلیسی: Goh Chok Tong؛ زادهٔ ۲۰ مهٔ ۱۹۴۱) سیاستمدار اهل سنگاپور است.
وی از سال ۲۰۰۴ تا ۲۰۱۱ وزیر ارشد سنگاپور، از سال ۱۹۹۰ تا ۲۰۰۴ نخست‌وزیر سنگاپور و همچنین از سال ۱۹۷۶ تا ۱۹۸۸ عضو پارلمان سنگاپور بوده‌است